# 新世事件
新世事件（しんせいじけん）は、2009年に発覚した宗教法人世界基督教統一神霊協会の信者による日本の霊感商法事件。

## 概要
2009年6月11日、東京都渋谷区で印鑑販売を営む統一教会の関連団体である有限会社新世の社長・幹部・販売員5人の計7人が、特定商取引法違反（威迫・困惑）の疑いで警視庁公安部に逮捕された。逮捕容疑は、2007年10月から2009年2月までの間に、渋谷駅周辺で30歳代から60歳代の女性5人を勧誘し、同社事務所において「姓名鑑定だ」「先祖の因縁がある。このままでは家族が不幸になる」「印鑑を買わないと命がなくなる」などと不安をあおって、1本単価16万円から40万円の印鑑を合計で13本売りつけた、というものであった。また、同社は宗教法人世界基督教統一神霊協会（統一教会、現世界平和統一家庭連合）に対し販売実績や顧客情報を報告するなど、両者が密接な関係にあるとみられたことから、同日統一教会渋谷教会などの関連施設が家宅捜索を受けた。統一教会は、同社とは無関係であり営利事業は行っていない、と主張した。全国霊感商法対策弁護士連絡会は、同社は統一教会の関連会社だ、と述べた。
2009年11月10日、東京地方裁判所で開かれた判決公判で、有罪判決が言い渡された。量刑は以下のとおり。
- 有限会社新世社長 - 懲役2年、執行猶予4年、罰金300万円（求刑は懲役2年、罰金500万円）[3]
- 有限会社新世取締役 - 懲役1年6か月、執行猶予4年、罰金200万円（求刑は懲役1年6か月、罰金300万円）[3]
- 有限会社新世 - 罰金800万円（求刑は罰金1000万円）[3]

秋葉康弘裁判長は、被告らと統一教会の関係を認定、手口は「巧妙で悪質」、統一教会の「信仰と混然一体となっているマニュアル」をもとに「統一教会の信者を増やすことをも目的」としたもので、「相当高度な組織性が認められる継続的犯行」「犯情は極めて悪い」、などと述べた。
判決を受け、被告側弁護士は「控訴しない」と述べた。全国霊感商法対策弁護士連絡会は、判決後の記者会見で「（判決の）意義は極めて大きい」との声明を発表。同会の紀藤正樹弁護士は、「（行政、司法が事態を）放置し続けてきた異常性」を指摘し、「遅すぎたとはいえ（追及の運動の）潮目であり、そうしなければならない」と述べた。さらに、特定商取引法だけの適用では限界があるとして、詐欺罪での立件や統一教会本部の立件をめざすと表明、「文部科学省は宗教法人法にもとづく調査、業務停止命令、解散命令申し立ての権限を行使すべきだ」と主張した。